# Pristimantis silverstonei
Pristimantis silverstonei är en groddjursart som först beskrevs av Lynch och Pedro M. Ruiz-Carranza 1996.  Pristimantis silverstonei ingår i släktet Pristimantis och familjen Strabomantidae. IUCN kategoriserar arten globalt som nära hotad. Inga underarter finns listade i Catalogue of Life.